# Mitsikeli
Der Mitsikeli (griechisch Μιτσικέλι) ist ein maximal 1810 m hohes Bergmassiv im Regionalbezirk Ioannina der Region Epirus in Griechenland. Er gehört zum Pindos-Gebirge.

## Geographie
Der Mitsikeli verläuft von Nordwest nach Südost entlang des Ostufers des Pamvotida-Sees (Ioannina-See) und erstreckt sich nördlich des Sees noch weiter nach Nordnordosten bis an den Südwestrand des Tymfi-Massivs. Nach Süden erstreckt sich über die maximale südliche Ausdehnung des Pamvotida-Sees hinaus und läuft im Driskos aus. Die östliche Begrenzung des Mitsikeli bildet ab seiner Quelle der Fluss Zagoritikos, nach dessen Zusammenfluss mit dem Fluss Vardas der Dipotamos und nach dessen Zusammentreffen mit dem Metsovitikos der Fluss Arachthos. Die Nord-Süd-Ausdehnung des Bergmassivs ist dabei erheblich größer als die Ost-West-Ausdehnung; das Bergmassiv erhält dadurch die Form eines langgestreckten Zylinders oder einer Zigarre, wenn aus der Luft betrachtet wird. Das Mitsikeli-Massiv stellt auch die südwestliche Begrenzung der Region Zagoria bzw. Zagorochoria dar.
Der höchste Punkt mit 1810 m Höhe, selbst Mitsikeli genannt, befindet sich auf gleicher Höhe wie der nationale Flughafen der Stadt Ioannina. In nordwestlicher Richtung folgen die Gipfelpunkte Kaminia (1748 m Höhe), Giftos (1456 m), Agia Paraskevi (1397 m), Paratiritirio (1407 m), Gianika (1614 m), Tsouka (1586 m) und Charamandas (1190 m).
An den nördlichen Ausläufern des Mitsikeli entspringt der Fluss Kalamas (Thaymis), welcher diesen Bereich des Bergmassivs in das Ionische Meer gegenüber von Korfu entwässert. Südlich davon werden alle Wassermengen östlich des Hauptkamms in den Zagoritikos und damit in den entwässert, welcher ebenfalls in das Ionische Meer fließt. An der dem Pamvotida-See zugewandten Westseite des Bergmassivs finden sich viele kleine Quellen, welche den Pamvotida-See mit Wasser versorgen.

## Vegetation und Tierwelt
Das Mitsikeli-Massiv ist nach den Richtlinien des Natura-2000 Programms geschützt. Die geschützte Fläche beträgt 8520 Stremmata. Die Vegetation des Mitsikeli ist im Vergleich zu anderen Bergmassiven des Pindos-Gebirges spärlich. Menschliche Einflüsse haben die ursprüngliche Vegetation verschwinden lassen. Vor allem die westlichen Abhänge des Mitsikeli-Massivs sind kard und weisen auch an verschiedenen Stellen Spuren von Feuer auf. Im Südwesten wurde eine Wiederaufforstung mit Pinien, Tannen und Zypressen vorgenommen, um den angrenzenden Pamvotida-See von Sediment-Eintrag durch Erosion zu entlasten. Im östlichen Teil des Massivs finden sich Flaumeichen in niedrigeren Höhen, in größeren Höhen finden sich vorwiegend bulgarische Tannen. Nach Angaben des griechischen Umweltministeriums finden sich im Schutzgebiet des Mitsikeli acht für Griechenland endemische Arten von Pflanzen. Hinsichtlich der Fauna, insbesondere bedrohter Tierarten, sind im Mitsikeli-Massiv noch Braunbären und Hornvipern anzutreffen.

## Sehenswürdigkeiten
Dem Mitsikeli-Massiv ca. 1 km nach Westen vorgelagert findet sich auch die Tropfsteinhöhle von Perama (Perama-Höhle) in einem Hügel nördlich der Ortschaft Perama am Nordufer des Pamvotida-Sees.

## Verkehr
Am westlichen Fuß des Mitsikeli verläuft am Ostufer des Pamvotida-Sees die Nationalstraße 6 von Ioannina nach Metsovo. Südlich des Mitsikeli wird am Driskos-Pass die gemeinsame Bergkette von Mitsikeli und Driskos von dieser Straße serpentinenreich überquert. In der Hochebene von Ioannina parallel zum Mitsikeli nach Nordwesten gerichtet verläuft die Nationalstraße 20 (Europastraße 853) von Ioannina nach Kalpaki zur albanischen Grenze bzw. über Konitsa nach Kozani.